# Hypena aiana
Hypena aiana là một loài bướm đêm trong họ Erebidae.